# Districte de Bratislava III
El districte de Bratislava III - (eslovac) Okres Bratislava III- és un dels 79 districtes d'Eslovàquia. Es troba a la regió de Bratislava. Té una superfície de 74,67 km², i el 2013 tenia 62.546 habitants. És un dels cinc districtes de Bratislava.

## Demografia
| Godina             | 1994   | 2004   | 2014   | 2024    |
| ------------------ | ------ | ------ | ------ | ------- |
| Nombre de persones | 64.587 | 61.614 | 63.081 | 78.125  |
| Diferència         |        | −4,60% | +2,38% | +23,84% |

| Godina             | 2023   | 2024   |
| ------------------ | ------ | ------ |
| Nombre de persones | 77.594 | 78.125 |
| Diferència         |        | +0,68% |

1. 1 2  «Počet obyvateľov podľa pohlavia - obce (ročne) [om7102rr_obce=AREAS_SK]».   Statistical Office of the Slovak Republic, 31-03-2025. [Consulta: 31 març 2025].